# Paranaiba (flygplats i Brasilien)
Paranaiba är en flygplats i Brasilien.   Den ligger i kommunen Paranaíba och delstaten Mato Grosso do Sul, i den södra delen av landet, 500 km sydväst om huvudstaden Brasília. Paranaiba ligger 405 meter över havet.
Terrängen runt Paranaiba är platt. Närmaste större samhälle är Paranaíba, 1,4 km sydväst om Paranaiba.
Omgivningarna runt Paranaiba är huvudsakligen savann. Runt Paranaiba är det glesbefolkat, med 10 invånare per kvadratkilometer.